# Ludwig Pfandl
Ludwig Pfandl (22 de septiembre de 1881 – 7 de junio de 1942) fue un romanista, biógrafo e hispanista alemán.

## Biografía
Fue discípulo de Karl Vossler y de Marcelino Menéndez y Pelayo; publicó numerosos artículos en la Revue hispanique fundada en 1894 por Raymond Foulché-Delbosc. Pfandl, que tuvo un acceso privilegiado a la Biblioteca Real de Múnich, publicó todo lo interesante que iba encontrando en la misma. Fuera de esto, publicó importantes biografías, como las de Juana la Loca, el rey Felipe II de España y Carlos II de España, y estudió en especial a una de las más importantes poetisas del barroco español, sor Juana Inés de la Cruz, y los hermanos Argensola. También, afín al Idealismo lingüístico preconizado por su maestro Karl Vossler, hizo estudios de conjunto sobre el Siglo de Oro español, como Spanische Kultur und Sitte des 16. und 17. Jahrhunderts: eine Einführung in die Blütezeit der spanischen Literatur und Kunst (1924), traducido al español en 1929 con el título de Cultura y costumbres del pueblo español de los siglos XVI y XVII: introducción al estudio del Siglo de Oro.

## Obras
- Beiträge zur spanischen und provenzalischen Literatur- und Kulturgeschichte des Mittelalters [S.l.] : Gerstenberg , 1973 (Hildesheim)
- Karl II: das Ende der spanischen Machtstellung in Europa Múnich: Georg D. W. Callwey, 1940, traducido al castellano como Carlos II, Madrid: Afrodisio Aguado, 1947.
- Spanische Kultur und Sitte des 16. und 17. Jahrhunderts: eine Einführung in die Blütezeit der spanischen Literatur und Kunst Múnich: Josef Kösel & Friedrich Pustet, 1924, traducido como Cultura y costumbres del pueblo español de los siglos XVI y XVII: introducción al estudio del Siglo de Oro. Barcelona: Edit. Araluce, 1929; reimpreso en Madrid: Visor Libros, 1994
- Philipp II : Gemälde eines Lebens und einer Zeit Ludwig Pfandl Múnich: Georg D. W. Callwey (Kastner & Callwey, 1938), traducido como Felipe II: bosquejo de una vida y de una época, Madrid: Cultura Española, 1942.[2] Reeditado como Felipe II : su corona era la órbita del sol, traducción de José Corts Grau, Barcelona: Áltera, 2010. ISBN 978-84-96840-92-8.
- Geschichte der spanischen Nationalliteratur in ihrer Blütezeit Freiburg: [Herder & Co.], 1929; traducido all español como Historia de la Literatura nacional española en la Edad de Oro Barcelona: [Lorenzo Cortina]: Suc. de Juan Gili, 1933.
- Hippolyte Lucas, sein Leben und seine dramatischen Werke: ein Beitrag zur französischen Literaturgeschichte des XIX. Jahrhunderts Leipzig: A. Hoffmann: Reudnita, 1908.
- Juana la loca: madre del emperador Carlos V: su vida, su tiempo, su culpa Madrid: Espasa-Calpe, 1932. Muy reimpresa. La última edición apareció en Madrid, Editorial Palabra, 1999.
- Sor Juana Inés de la Cruz, Primero sueño; texto con introducción y notas de Karl Vossler y Ludwig Pfandl. Buenos Aires: Universidad, Facultad de Filosofía y Letras, Sección de Literatura Iberoamericana, 1953.[1]
- Unveröffentlichte Gedichte der Brüder Argensola New York, etc. [S. l.: s.n.], 1922 (Bruyes : Imp. Sainte-Catherine).
- Die Zehnte Muse von Mexico, Juana Inés de la Cruz: Ihr Leben, Ihre Dichtung, Ihre Psyche Múnich: [Kastner & Callwey]: Hermann Rinn, [1946].